# Racomitrium gracillimum
Racomitrium gracillimum là một loài Rêu trong họ Grimmiaceae. Loài này được Dixon mô tả khoa học đầu tiên năm 1960.